# Yakushev-Borzov YakB-12,7
La Yakushev-Borzov YakB-12,7 mm es una ametralladora rotativa de cuatro cañones calibre 12,7 mm disparada a control remoto y desarrollada en la Unión Soviética para el helicóptero de ataque Mil Mi-24 con capacidad de 1 470 cartuchos, que también puede ser montada en contenedores GUV-8700 con 750 cartuchos.
Tiene una alta cadencia de fuego y también es una de las pocas ametralladoras rotativas accionadas por los gases del disparo. 
En el Mi-24 va montada bajo el morro en la torreta VSPU-24, con un área de disparo de 60° a cada lado, 20° hacia arriba y 60° hacia abajo. La ametralladora está unida al sistema de puntería KPS-53AV, siendo disparada desde la cabina con ayuda de una mira reflectora. 
Fue reemplazada en la torreta por un cañón automático doble GSh-23L o un GSh-30K fijado bajo el morro en los últimos modelos del Mi-24, debido a que no infligía suficiente daño a blancos con poco blindaje que no valían la pena ser atacados con cohetes. Todavía es empleada en los helicópteros Mil Mi-24, Mil Mi-36 y Mil Mi-40.